# Lyle Foster
Lyle Brent Foster (Soweto, 3 settembre 2000) è un calciatore sudafricano, attaccante del Burnley e della nazionale sudafricana.

## Caratteristiche tecniche
È un centravanti.

## Carriera

### Club
Cresciuto nel settore giovanile dell'Orlando Pirates, ha esordito in prima squadra il 15 settembre 2017 in occasione del match di Coppa del Sudafrica pareggiato 0-0 contro il Maritzburg Utd.

### Nazionale
Il 3 giugno 2018 ha esordito con la nazionale sudafricana in occasione del match di Coppa COSAFA perso ai rigori contro il Madagascar.
Nel 2019 ha partecipato ai Mondiali Under-20.

## Statistiche

### Cronologia presenze e reti in nazionale
| Cronologia completa delle presenze e delle reti in nazionale ― Sudafrica | Cronologia completa delle presenze e delle reti in nazionale ― Sudafrica | Cronologia completa delle presenze e delle reti in nazionale ― Sudafrica | Cronologia completa delle presenze e delle reti in nazionale ― Sudafrica | Cronologia completa delle presenze e delle reti in nazionale ― Sudafrica | Cronologia completa delle presenze e delle reti in nazionale ― Sudafrica | Cronologia completa delle presenze e delle reti in nazionale ― Sudafrica | Cronologia completa delle presenze e delle reti in nazionale ― Sudafrica |
| Data                                                                     | Città                                                                    | In casa                                                                  | Risultato                                                                | Ospiti                                                                   | Competizione                                                             | Reti                                                                     | Note                                                                     |
| ------------------------------------------------------------------------ | ------------------------------------------------------------------------ | ------------------------------------------------------------------------ | ------------------------------------------------------------------------ | ------------------------------------------------------------------------ | ------------------------------------------------------------------------ | ------------------------------------------------------------------------ | ------------------------------------------------------------------------ |
| 3-6-2018                                                                 | Polokwane                                                                | Sudafrica                                                                | 0 – 0 (3 – 4 dtr)                                                        | Madagascar                                                               | Coppa COSAFA 2018 - Quarti di finale                                     | -                                                                        |                                                                          |
| 5-6-2018                                                                 | Polokwane                                                                | Sudafrica                                                                | 4 – 1                                                                    | Namibia                                                                  | Coppa COSAFA 2018 - Semifinale                                           | -                                                                        | 82’                                                                      |
| 8-6-2018                                                                 | Polokwane                                                                | Sudafrica                                                                | 3 – 0                                                                    | Botswana                                                                 | Coppa COSAFA 2018 - Finale 3º posto                                      | -                                                                        | 80’                                                                      |
| 8-10-2020                                                                | Durban                                                                   | Sudafrica                                                                | 1 – 1                                                                    | Namibia                                                                  | Amichevole                                                               | -                                                                        | 52’                                                                      |
| 11-10-2020                                                               | Durban                                                                   | Sudafrica                                                                | 1 – 2                                                                    | Zambia                                                                   | Amichevole                                                               | -                                                                        | 9’                                                                       |
| 28-3-2021                                                                | Omdurman                                                                 | Sudan                                                                    | 2 – 0                                                                    | Sudafrica                                                                | Qual. Coppa d'Africa 2021                                                | -                                                                        | 61’                                                                      |
| 25-3-2022                                                                | Kortrijk                                                                 | Sudafrica                                                                | 0 – 0                                                                    | Guinea                                                                   | Amichevole                                                               | -                                                                        | 68’                                                                      |
| 29-3-2022                                                                | Villeneuve-d'Ascq                                                        | Francia                                                                  | 5 – 0                                                                    | Sudafrica                                                                | Amichevole                                                               | -                                                                        | 72’                                                                      |
| 9-6-2022                                                                 | Rabat                                                                    | Marocco                                                                  | 2 – 1                                                                    | Sudafrica                                                                | Qual. Coppa d'Africa 2023                                                | 1                                                                        | 24’ 62’                                                                  |
| 24-3-2023                                                                | Soweto                                                                   | Sudafrica                                                                | 2 – 2                                                                    | Liberia                                                                  | Qual. Coppa d'Africa 2023                                                | 2                                                                        | 80’                                                                      |
| 9-9-2023                                                                 | Soweto                                                                   | Sudafrica                                                                | 0 – 0                                                                    | Namibia                                                                  | Qual. Coppa d'Africa 2023                                                | -                                                                        | 46’                                                                      |
| 12-9-2023                                                                | Soweto                                                                   | Sudafrica                                                                | 1 – 0                                                                    | RD del Congo                                                             | Amichevole                                                               | 1                                                                        | 67’ 81’                                                                  |
| 13-10-2023                                                               | Soweto                                                                   | Sudafrica                                                                | 0 – 0                                                                    | eSwatini                                                                 | Amichevole                                                               | -                                                                        |                                                                          |
| 17-10-2023                                                               | Abidjan                                                                  | Costa d'Avorio                                                           | 1 – 1                                                                    | Sudafrica                                                                | Amichevole                                                               | -                                                                        | 83’                                                                      |
| 7-6-2024                                                                 | Uyo                                                                      | Nigeria                                                                  | 1 – 1                                                                    | Sudafrica                                                                | Qual. Mondiali 2026                                                      | -                                                                        | 71’                                                                      |
| 6-9-2024                                                                 | Johannesburg                                                             | Sudafrica                                                                | 2 – 2                                                                    | Uganda                                                                   | Qual. Coppa d'Africa 2025                                                | 1                                                                        | 88’                                                                      |
| 10-9-2024                                                                | Giuba                                                                    | Sudan del Sud                                                            | 2 – 3                                                                    | Sudafrica                                                                | Qual. Coppa d'Africa 2025                                                | -                                                                        | 86’                                                                      |
| 11-10-2024                                                               | Port Elizabeth                                                           | Sudafrica                                                                | 5 – 0                                                                    | Rep. del Congo                                                           | Qual. Coppa d'Africa 2025                                                | 1                                                                        | 68’                                                                      |
| 21-3-2025                                                                | Polokwane                                                                | Sudafrica                                                                | 2 – 0                                                                    | Lesotho                                                                  | Qual. Mondiali 2026                                                      | -                                                                        | 69’ 82’                                                                  |
| 25-3-2025                                                                | Abidjan                                                                  | Benin                                                                    | 0 – 2                                                                    | Sudafrica                                                                | Qual. Mondiali 2026                                                      | 1                                                                        | 90’                                                                      |
| Totale                                                                   |                                                                          | Presenze                                                                 | 20                                                                       |                                                                          | Reti                                                                     | 7                                                                        |                                                                          |

## Palmarès

### Club

#### Competizioni nazionali
- Campionato inglese di seconda divisione: 1

Burnley: 2022-2023